# Omar (Sulu)
Omar is een gemeente in de Filipijnse provincie Sulu op de Sulu-eilanden. Bij de laatste census in 2007 had de gemeente ruim 25 duizend inwoners.

## Geschiedenis
Deze gemeente is in 2007 ontstaan door afsplitsing van 8 barangays van Luuk. De vorming van deze nieuwe gemeente werd op 18 juli 2007 bekrachtigd middels een volksraadpleging.

## Geografie

### Bestuurlijke indeling
Omar is onderverdeeld in de volgende 8 barangays:
| - Andalan - Angilan - Capual Island - Huwit-huwit | - Lahing-Lahing - Niangkaan - Sucuban - Tangkuan |

## Demografie
Omar had bij de census van 2007 een inwoneraantal van 25.102 mensen. Dit zijn 11.222 mensen (80,9%) meer dan dezelfde barangays bij de vorige census van 2000. De gemiddelde jaarlijkse groei komt daarmee uit op 8,52%, hetgeen hoger is dan het landelijk jaarlijks gemiddelde over deze periode (2,04%). Vergeleken met de census van 1995 is het aantal mensen met 13.747 (121,1%) toegenomen.

De bevolkingsdichtheid van Omar was ten tijde van de laatste census, met 25.102 inwoners op 211,4 km², 118,7 mensen per km².